# Club Calcio Femminile Catania
Il Club Calcio Femminile Catania, conosciuto come CCF Catania, è stata una società di calcio femminile di Catania che ha operato tra il 1973 e il 1977.
Sono cinque le società hanno creato il CCF Catania, confluendo via via l'una nell'altra; nel 1973, le ultime due a unire le forze sono il GS Upim Piazza Università e la Pol. Parrucchieri Robert. La formazione catanese ha disputato una stagione in Serie A, due in Interregionale e due in Serie B prima di sciogliersi e infine confluire nella Libertas Nesima.

## Storia

### Le società progenitrici
Nel 1970, anno delle prime competizioni federali a cui partecipano delle società etnee, iniziano l'attività l'Ares Catania, che si iscrive al campionato regionale, la Robert, la Libertas Corso, la Real Etnea e l'Upim. Queste ultime quattro si riuniscono in una federazione locale, la Federazione Gioco Calcio Femminile, e il 17 e il 19 luglio disputano la Coppa Città di Catania, prima competizione locale, al campo di Zia Lisa.
Mentre l'Ares e la Real Etnea si iscrivono alla Serie A FICF, nel 1971 Robert, Lib. Corso, Avanti Club e Upim sono al via nella Serie B FFIGC. C'è anche l'ACF Catania, che assorbe a sorpresa l'Etnea ritiratasi dalla A. L'Upim vince il girone di Serie B, accedendo agli spareggi insieme alla Libertas Corso.
In estate, vengono ammesse alla Serie A FFIUAGC sia Upim che Robert, quest'ultima al posto dell'Ares che rinuncia e confluisce nell'Upim. Le squadre vengono inserite in due gironi diversi e finiscono per dover spareggiare fra loro per salvarsi: vince l'Upim 2-0 sul neutro di Fiumefreddo. In Serie B, l'ACF confluisce nella Robert, che partecipa al campionato fuori classifica con la squadra riserve.

### La nascita del CCF Catania
Malgrado la rivalità, a metà marzo 1973 si opta per l'unione delle forze tra Upim e Robert per partecipare alla Serie A con una formazione più competitiva, a cui si dà il nome di Club Calcio Femminile Catania. La scelta però si rivela inutile sul piano tecnico: il direttore tecnico Carlo Molon e gli allenatori Sicilia e Mirabella tentano una salvezza che si rivela impossibile per le rossazzurre. La retrocessione ridimensiona il CCF Catania, che in Serie A Interregionale 1974 chiude al quarto posto. Con la supremazia cittadina ormai passata in mano alla Jolly Catania, nell'Interregionale 1975 scivola ancora in classifica pur rimanendo sempre in zona podio.
A questo punto, il CCF Catania è inserito in Serie B, dove disputa due stagioni anonime in un torneo declassato a regionale. Nel 1976 è terza (e partecipa a una tournée in Austria), nel 1977 è l'ultima apparizione in un torneo depauperato: la squadra chiude cedendo tutti i cartellini delle calciatrici alla Libertas Nesima. Alcuni degli elementi rossazzurri rinforzeranno poi anche l'ACF Gravina.

## Cronistoria
| Cronistoria del CCF Catania |
| --- |
| - 1970 • fondazione dell'Ares Catania, Real Etnea e Pol. Parrucchieri Robert e GS Upim di Piazza Università. - 1970 • La Robert vince la Coppa Città di Catania FGCF, 3ª è la Real Etnea, 4ª l'Upim. - 1970 • Ares nel campionato regionale FSGCF. - 1970 • Robert, Ares e Real Etnea partecipano alla Coppa Italia FICF. - 1971 • Ares 1ª nel Girone Sicilia Orientale di Serie A FICF; Real Etnea si ritira e confluisce nell'ACF Catania. - 1971 • Ares e Real Etnea partecipano alla Coppa Edera FICF. - 1971 • Upim 1ª, Robert 3ª, ACF Catania 5ª nel Girone Q di Serie B FFIGC. Upim eliminata ai 16i di finale degli spareggi promozione. - 1971 • Upim eliminata ai quarti di finale, Robert eliminata al primo turno di Coppa Italia FFIGC. - 1972 • l'Ares confluisce nell'Upim, l'ACF confluisce nella Robert. Upim 4ª nel Girone D e Robert 4ª nel Girone E di Serie A FFIUAGC; le due squadre spareggiano fra loro per la salvezza e l'Upim si impone per 2-0. - 1972 • Upim eliminata ai quarti di finale, Robert eliminata al terzo turno, ACF Catania eliminata al primo turno di Coppa Italia FFIUAGC. - 1973 • dalla fusione tra Upim e Robert nasce il Club Calcio Femminile Catania, 7º nel Girone B di Serie A FFIUGC, retrocesso in Interregionale. Eliminato negli ottavi di Coppa Italia FFIUGC. - 1974 • 4º nel Girone H dell’Interregionale FFIUGC. - 1975 • 4º nel Girone F dell’Interregionale FFIGC. - 1976 • partecipa alla Serie B FIGCF. - 1977 • partecipa alla Serie B FIGCF. A fine stagione si ritira. |

## Allenatori e presidenti
| Allenatori Ares Catania - 1970-1971 Nino Mannino Parrucchieri Robert - 1970-1971 Luigi Conti - 1971 Bonaccorsi - 1972 Francesco Messina (dt) e Luigi Conti Real Etnea - 1970 Pina Arculeo ACF Catania - 1971 Raciti - 1972 Leotta UPIM Piazza Università - 1971 Antonino Sicilia - 1972 Alberto Orlando (dt) e Antonino Sicilia CCF Catania - 1973 Carlo Molon (dt) e Antonino Sicilia - 1974 Antonino Sicilia - 1975-1977 Andrea Mirabella | Presidenti Ares Catania - 1970-1971 Aldo Chiappini Parrucchieri Robert - 1970-1972 Robert Lo Schiavo Upim Piazza Università - 1970-1972 Augusto Santaniello CCF Catania - 1973-1974 Augusto Santaniello - 1975-1977 Pulvirenti |